# Georges Maroniez

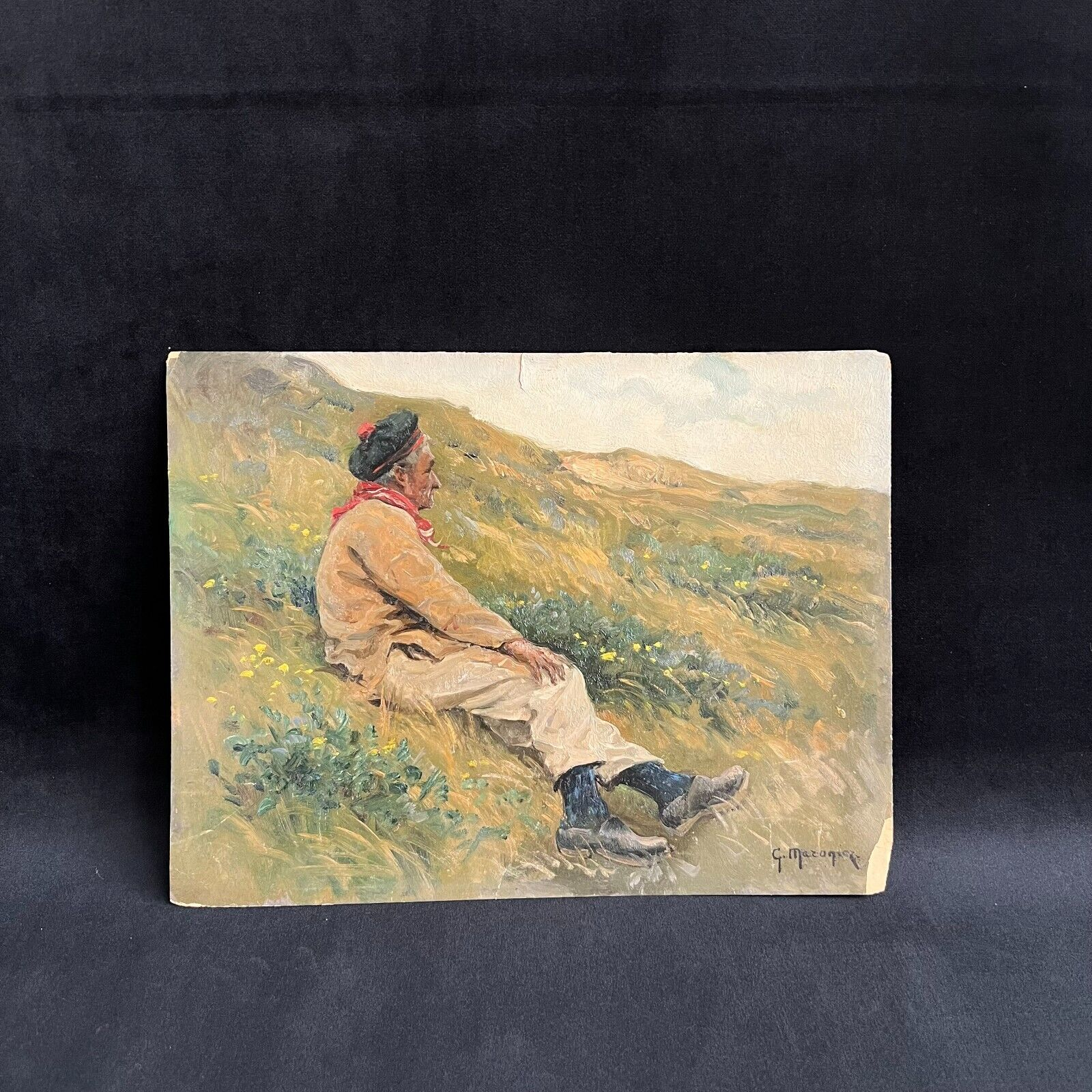

Georges Maroniez, né à Douai le 17 janvier 1865 et mort à Paris le 11 décembre 1933, est un peintre, photographe et inventeur français.

## Biographie
Fils d'un industriel, fabricant de sucre à Montigny-en-Ostrevent, Georges Philibert Charles Maroniez manifeste un goût et des dons pour le dessin et la peinture. Son père l'encourage mais lui demande aussi de faire son droit, le métier d'artiste étant peu considéré à l'époque. À l'issue de ses études, il entamera une carrière de magistrat, successivement à Boulogne-sur-Mer (1891), Avesnes-sur-Helpe (1894) et Cambrai (1897).
En parallèle de la faculté de droit, il suit assidûment les cours académiques de l'école des beaux-arts de Douai, et devient en 1880 l'élève de Pierre Billet (1837-1922) à Cantin. Il y rencontre le peintre Adrien Demont (1851-1928), gendre du peintre réaliste Jules Breton (1827-1906). Sur les conseils de ce dernier, il présente son premier tableau au Salon de Douai puis, en 1887 à Paris, Soleil couchant à Esquerchin (localisation inconnue).
En vacances à Wissant, il se lie avec le ménage Adrien Demont et Virginie Breton, avec lesquels il découvre les paysages du littoral. À chaque été pendant plusieurs années, autour des Demont-Breton, il va y retrouver ses amis douaisiens : Fernand Stiévenart, Henri et Marie Duhem, Félix Planquette. C'est l'époque du groupe de Wissant. On parlera aussi de l'« École de Wissant » ou  « de la Côte d'Opale », incluant des peintres de Berck amis des Demont-Breton, un des plus illustres étant Francis Tattegrain (1852-1915). Grâce à la présentation et au parrainage d'Adrien Demont, Georges Maroniez devient, en 1889, sociétaire de la Société des artistes français. Au Salon annuel, il obtiendra une mention honorable en 1891, une médaille de 3e classe en 1905 et une médaille de 2e classe en 1906 ; cette dernière le classant hors-concours aux Salons suivants.
Esprit inventif, curieux et pratique à la fois, il s'intéresse à la photographie et invente un premier appareil photographique à main, puis un deuxième encore plus simple, le Sphynx, appareils qu'il fait breveter en 1891. Le Sphynx emploie les films auto-tendus PLAVIC inventés par le chimiste et industriel boulonnais Victor Planchon (1863-1935), avec lequel Georges Maroniez est en relation. Les prises de vue réalisées avec cet appareil portatif lui sont précieuses pour capter des scènes du bord de mer : départ et retour des pêcheurs, déchargement du poisson… scènes qu'il reproduira ensuite sur toile en atelier. Il rapporta également de ses nombreux voyages en Méditerranée (Afrique du Nord, Italie, Palestine, Égypte…) de multiples clichés sur plaques de verre. 1 620 photographies, dont 462 autochromes, ont été déposées puis données à la médiathèque d'agglomération de Cambrai, Le Labo, chargée de les conserver et d'en assurer le rayonnement .
Sa créativité est constamment en éveil, ainsi il imagine et construit un appareil cinématographique fonctionnant avec de la pellicule Lumière et dans lequel la trépidation des images est supprimée, appareil qu’il présente en janvier 1899 à la Société photographique de Cambrai.
En 1899, il épouse Jeanne Dutemple à Cambrai. Le couple aura trois filles : Germaine, Simone et Madeleine.
En 1905, les succès de sa peinture et la politique anticléricale du ministère Combes le décident à démissionner de la magistrature et à se consacrer entièrement à son art. Mobilisé en 1914 quand éclate la Première Guerre mondiale, il est nommé chevalier de la Légion d'honneur en juillet 1918. Pendant l'occupation du Nord, son atelier est pillé et son épouse déportée à Holzminden en Basse-Saxe avec des centaines d'autres otages civils français. La famille Maroniez s'installe en 1919 à Paris, rue d'Aguesseau. En 1922, il est nommé Rosati d'honneur.
Désormais inspirée surtout par la Bretagne, la peinture de Georges Maroniez est très appréciée en France et à l'étranger. Il meurt d'une crise cardiaque à Paris le 11 décembre 1933. Il est inhumé à Cambrai dans le caveau de famille au cimetière de la Porte Notre-Dame.

## Son œuvre
Jeune adolescent, Georges Maroniez commence à peindre aux environs de Douai alors que meurent Corot, Millet, Courbet, les grands maîtres du paysage. D'abord peintre de la campagne et de la vie rurale, au style naturaliste, il évolue ensuite au contact de l'École de Wissant vers les marines, plus précisément les paysages et scènes de bords de mer.
Il excelle dans ce genre au point d'être présenté comme un peintre de la mer, ce qu'il récusera. Peintre « des langueurs et des colères de la mer », il représente la vie des gens de mer dans les paysages côtiers et les scènes de port. Il s'attache à saisir le quotidien d'humbles marins-pêcheurs et de leurs familles, le labeur pénible, le courage, l'attente.
Il est aussi le peintre d'une France républicaine rurale et prospère après plus de 40 ans de paix, et d'une civilisation encore peu mécanisée, de chevaux et de bateaux à voile. Un monde qui va disparaître avec la Première Guerre mondiale : dès les années 1920, les chalutiers à moteur vont éliminer les flottilles de voiliers de pêche qui lui ont fourni tant de sujets de tableaux.
Son œuvre est abondante et disséminée en France, en Europe et en Amérique du Nord. On l'estime à plus de 800 tableaux, auxquels s'ajoutent des milliers d'études, pochades et dessins préparatoires, ainsi que ses nombreuses prises de vues photographiques. Plusieurs œuvres sont conservées dans des musées, principalement dans le nord de la France, notamment au musée de Cambrai et au musée de la Chartreuse de Douai.

## Œuvres dans les collections publiques
États-Unis
- Laurel (Mississippi), Lauren Rogers Museum of Art (en) : Nuit à Dordrecht, huile sur toile, 65 × 81 cm.
- New York, musée d'Art Dahesh : Paysage rural, 1893, huile sur toile, 53 × 64 cm.

France
- Boulogne-sur-Mer, château-musée : Les Moulières, 1905, huile sur toile, 107 × 157 cm.
- Lille, palais des Beaux-Arts : Pêcheurs d'Equihen, 1902, huile sur toile, 111 × 173 cm.

Royaume-Uni
- Leamington Spa, Art Gallery and Museum : Clair de Lune, huile sur toile, 69 × 73 cm.

Taïwan
- Tainan, Chimei Museum : Le Grand-père, 1895, huile sur toile, 66 × 90 cm.

Œuvres de Georges Maroniez
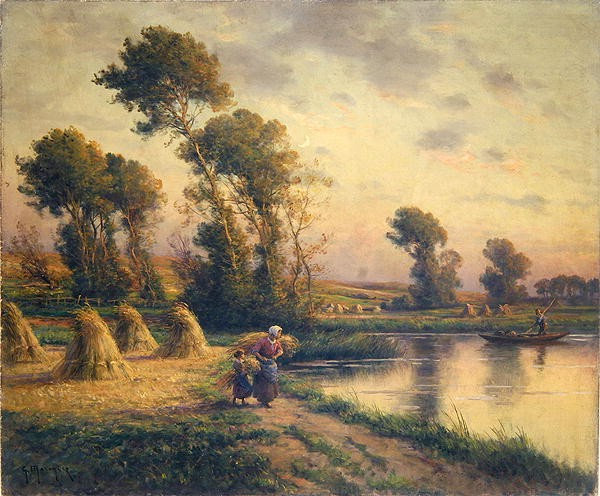
Paysage rural (1893), huile sur toile, 53 × 64 cm, New York, musée d'Art Dahesh.
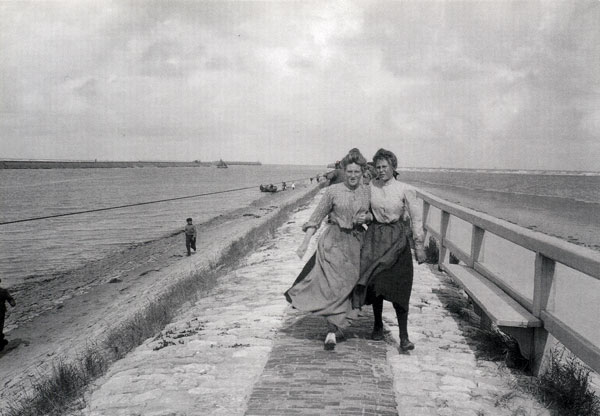
Jeunes filles en balade sur la jetée est (1904), photographie sur plaque de verre, photothèque de Cambrai.
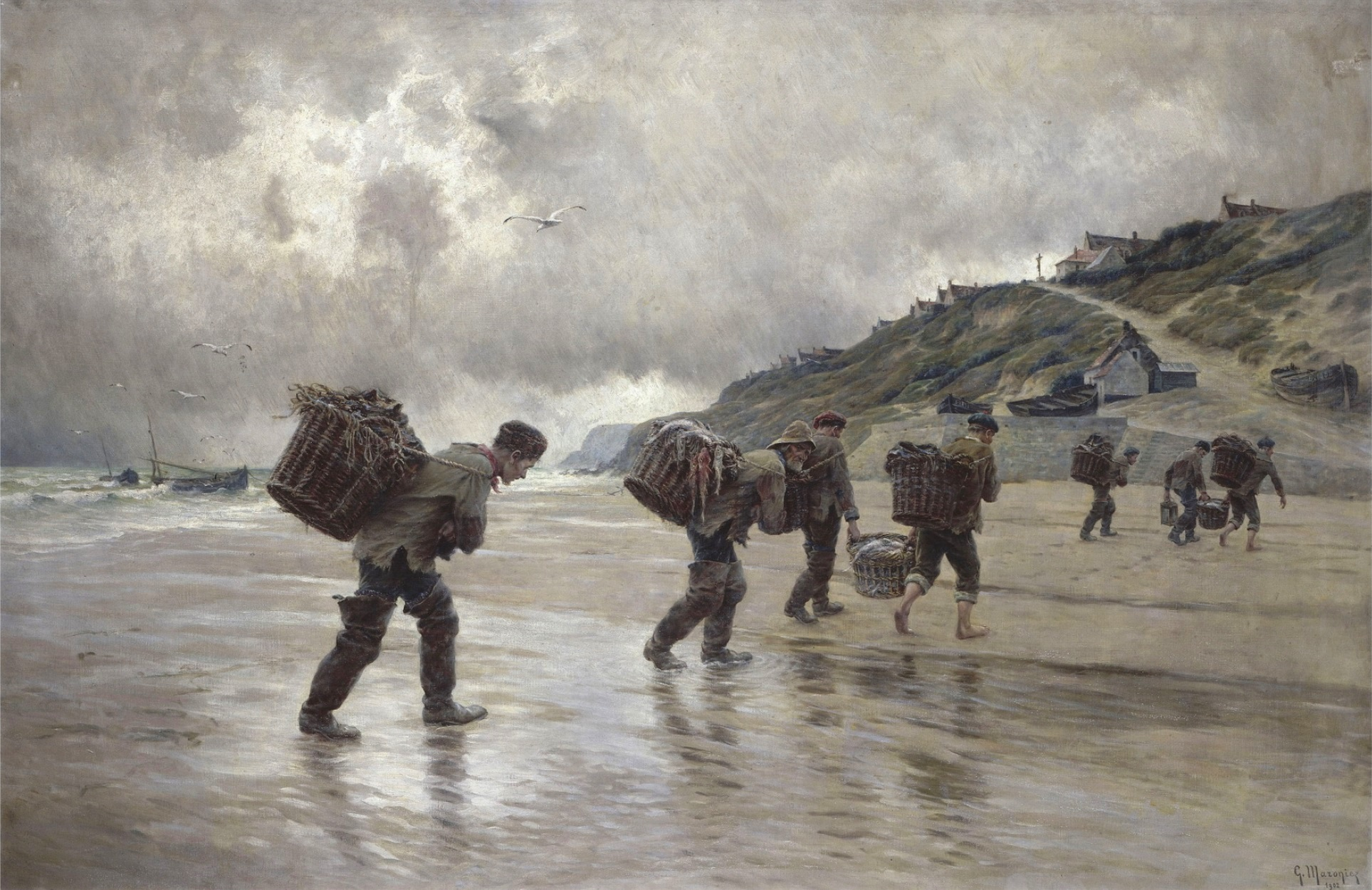
Pêcheurs d'Equihen (1902), huile sur toile, 111 × 173 cm, palais des Beaux-Arts de Lille.
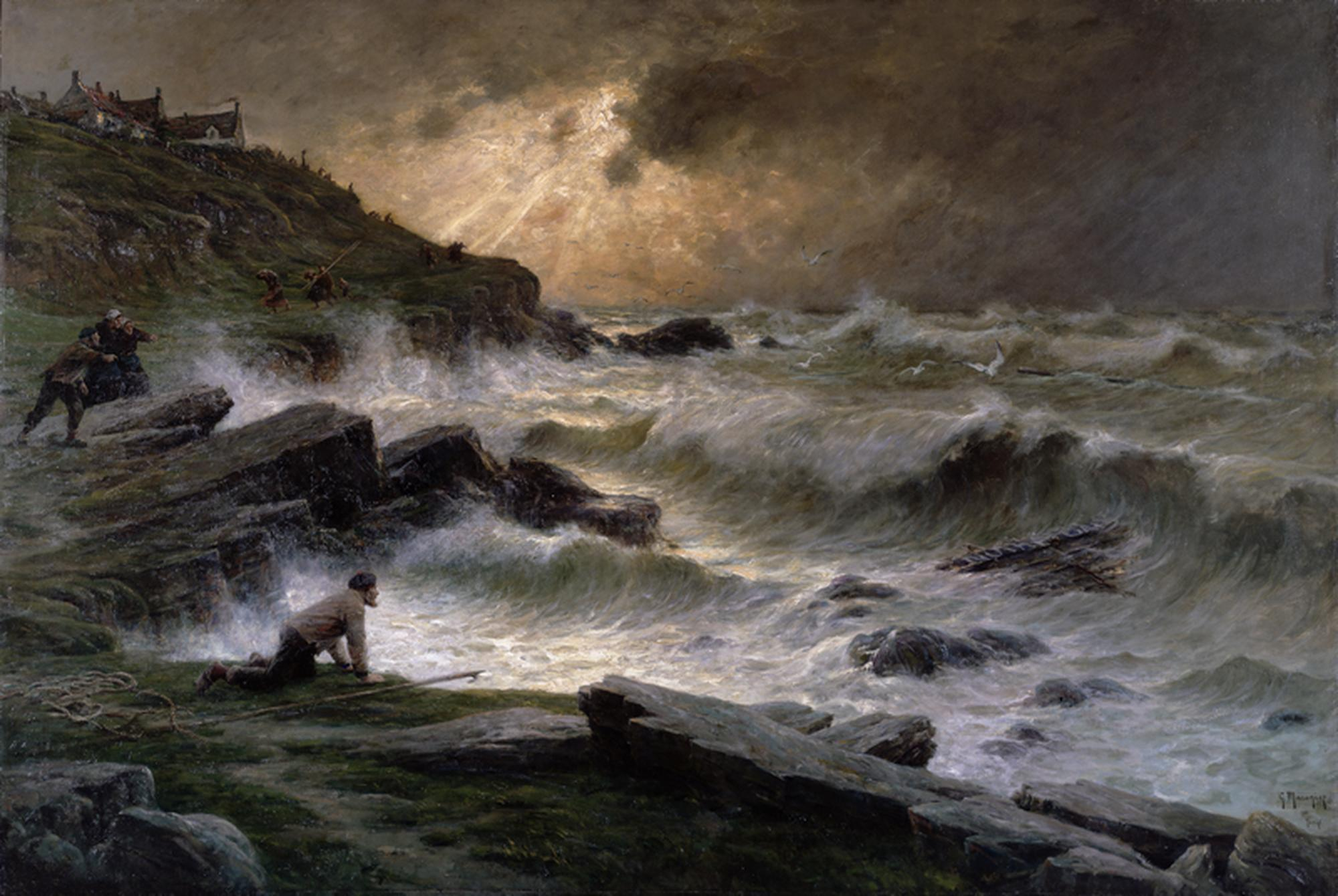
Tristes nouvelles (1911) huile sur toile, 152 × 228 cm, localisation inconnue.
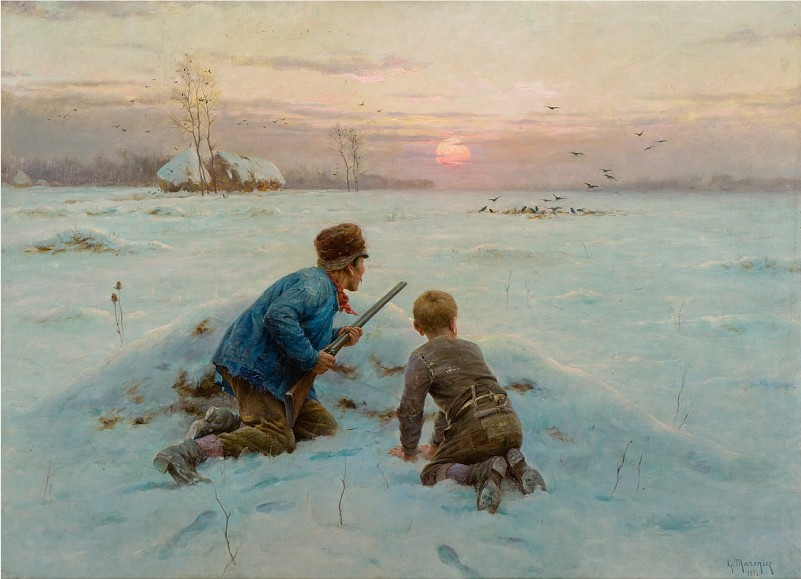
Les Ennemis de la récolte (1894), huile sur toile, 93 × 127,5 cm, localisation inconnue.
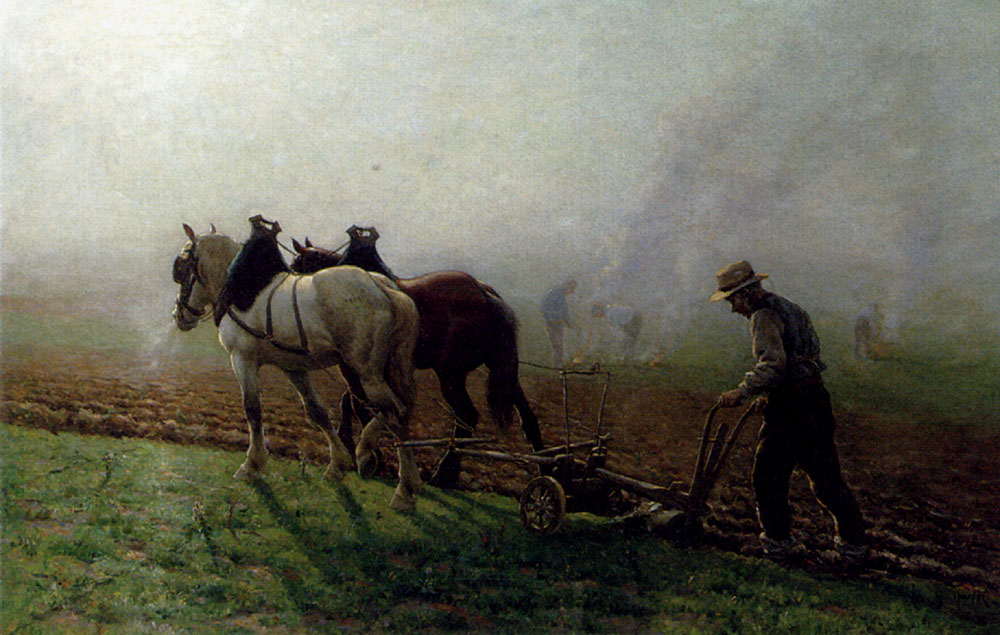
Le Laboureur, huile sur toile, 81 × 125 cm, localisation inconnue.
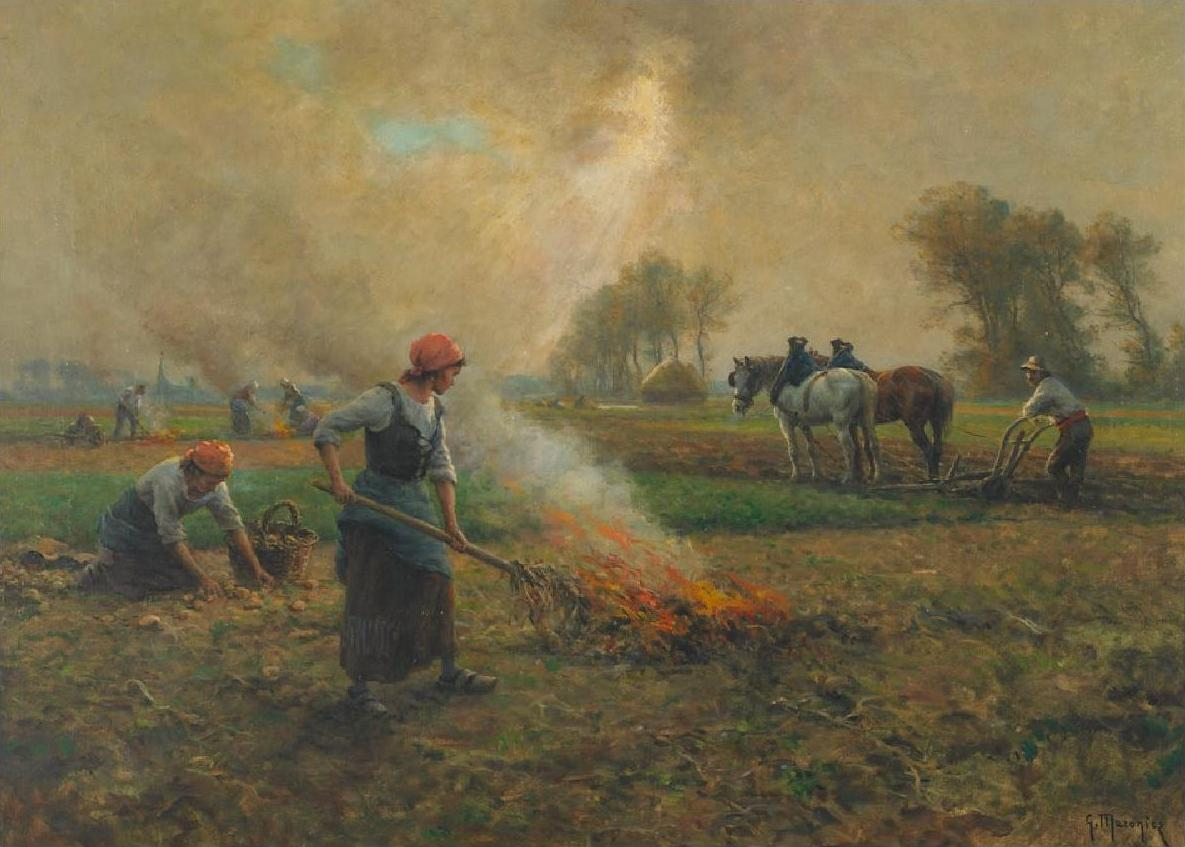
Paix et abondance, huile sur toile, 60 × 81 cm, localisation inconnue.
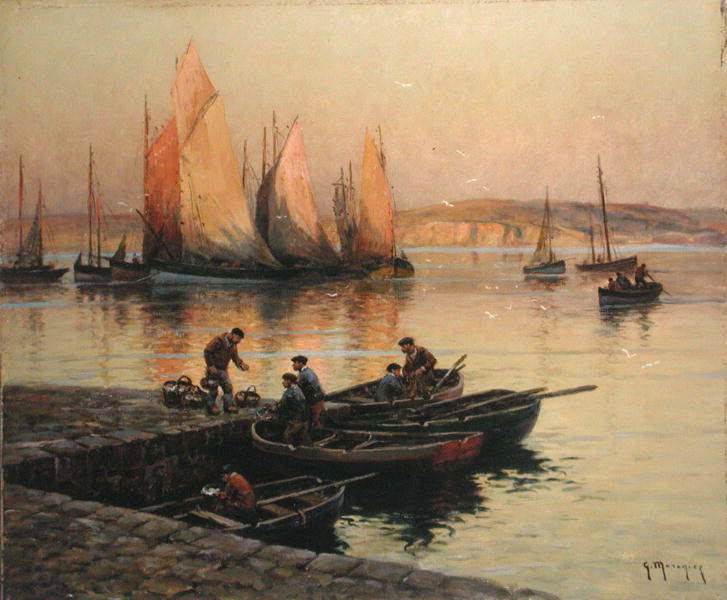
Coucher de soleil, huile sur toile, 56 × 46 cm, localisation inconnue.
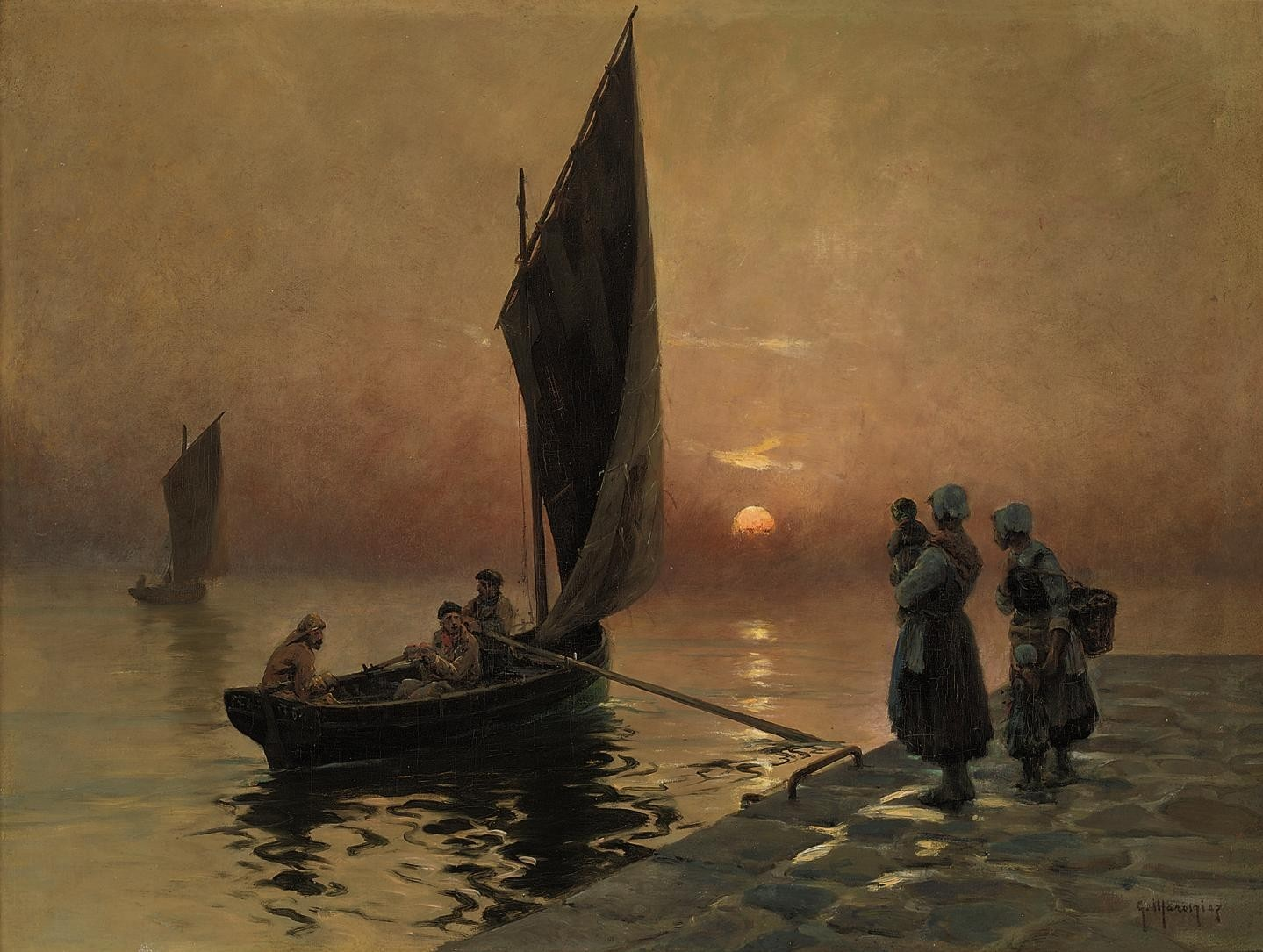
Le Retour des pêcheurs, huile sur toile, 47 × 61 cm, localisation inconnue.
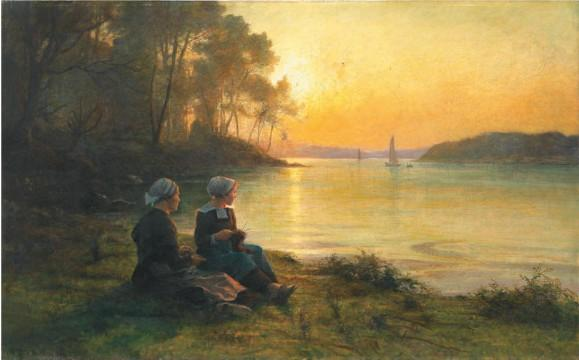
Au bord de l'Odet (1914), pastel sur toile, 75 × 116 cm, localisation inconnue.
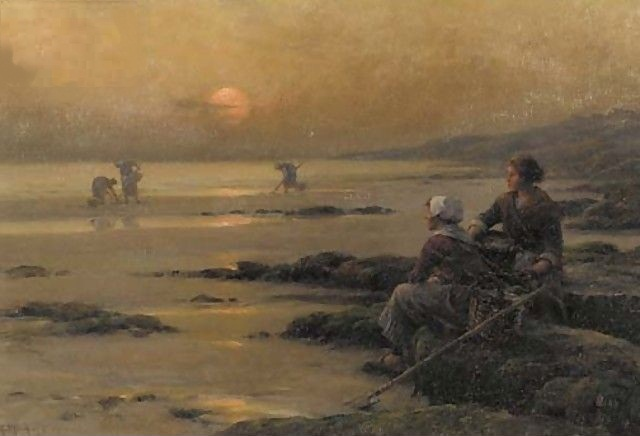
Pêche aux coques au crépuscule, huile sur toile, 55 × 81 cm, localisation inconnue.
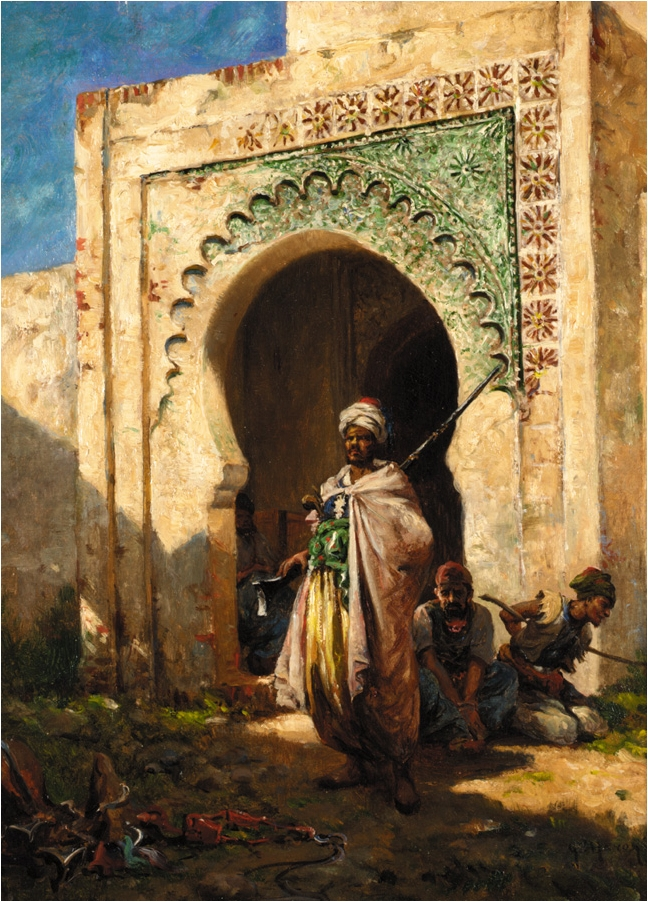
Le Garde, huile sur toile, 35 × 27 cm, localisation inconnue.

## Pour approfondir